# Avon (grevskap)
Avon var mellan 1974 och 1996 ett administrativt och ceremoniellt grevskap i England, med Bristol som huvudort. Grevskapet bildades genom att två county boroughs, Bristol och Bath, slogs ihop med områden från Gloucestershire och Somerset, och fick namn efter floden Avon som rinner genom området. Det var indelat i sex distrikt, Northavon, Bristol, Kingswood, Woodspring, Wansdyke och Bath. När grevskapet upplöstes bildades fyra enhetskommuner (unitary authorities): Bristol, South Gloucestershire (Kingswood och Northavon), North Somerset (Woodspring) och Bath and North East Somerset (Bath och Wansdyke). För ceremoniella ändamål blev Bristol ett eget grevskap, medan de övriga områdena återfördes till Gloucestershire respektive Somerset.